# Palacio Bauer

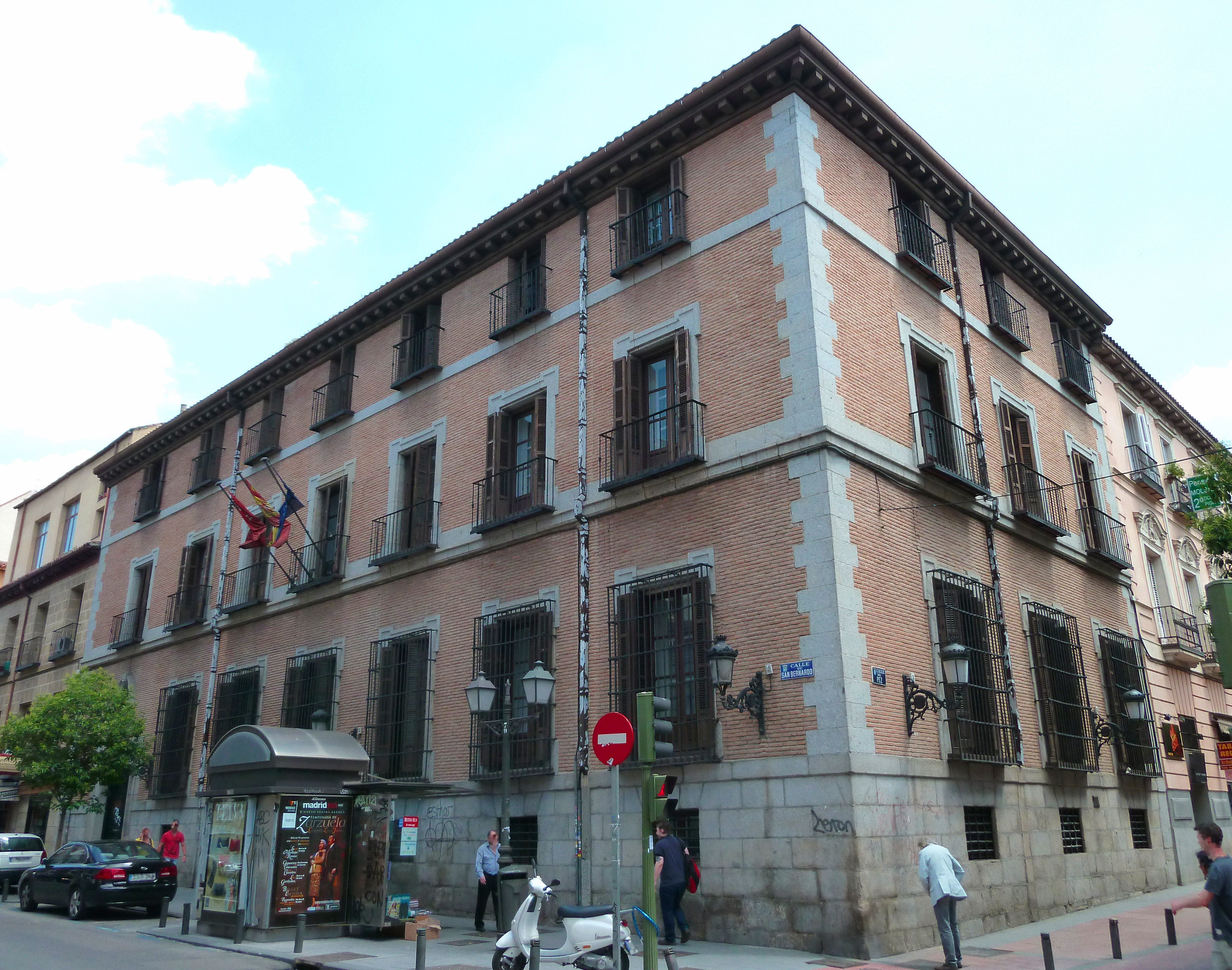
Palacio Bauer

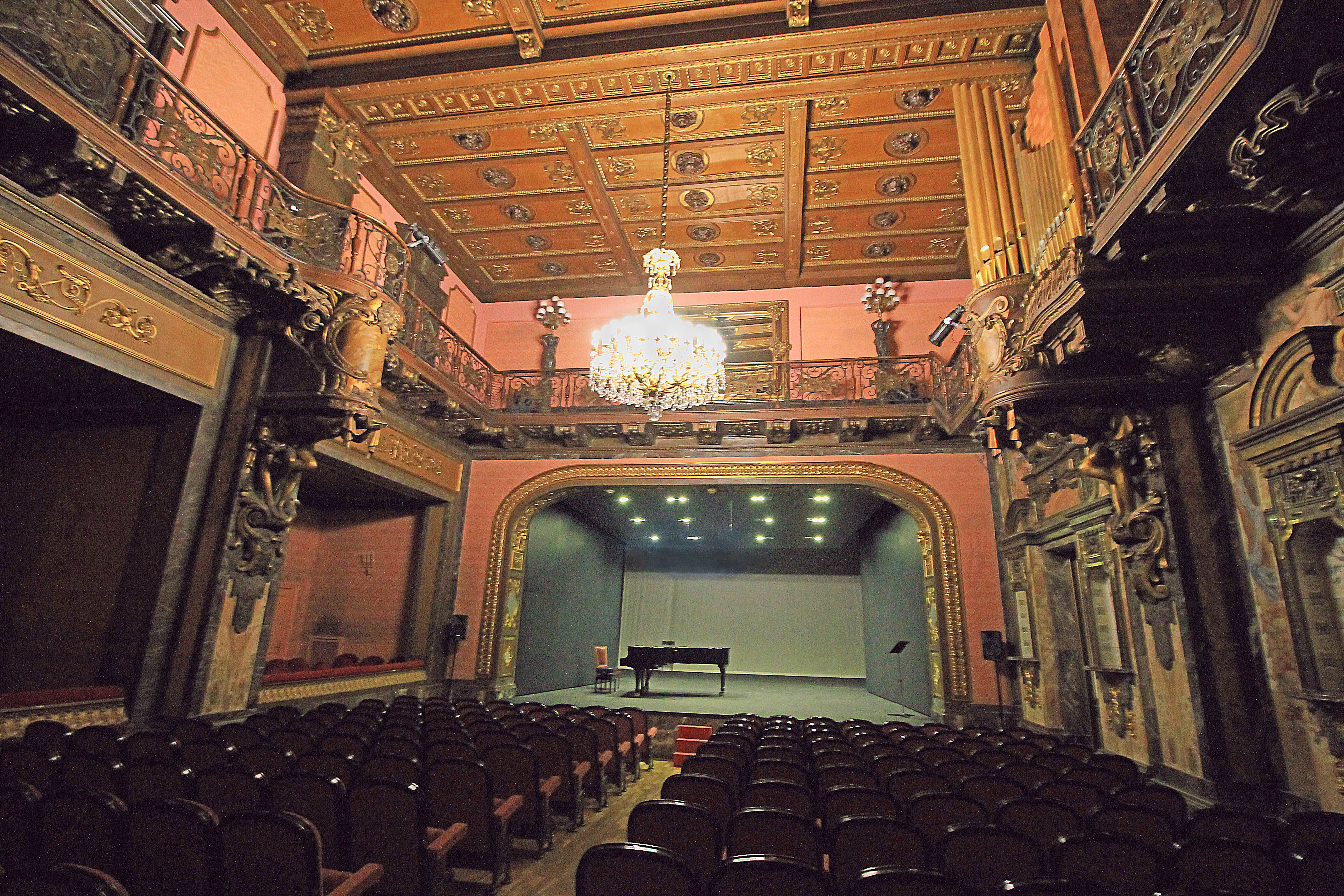
Musikzimmer

Als Palacio Bauer wird ein Madrider Stadtpalais bezeichnet, in dem heute die Gesangshochschule (als Teil der Musikhochschule) untergebracht ist.
Das Gebäude befindet sich an der Ecke von calle San Bernardo und calle Pez. Die ehemalige Residenz der Marqueses de Mejorada wurde gegen Ende des 19. Jahrhunderts von Ignacio Bauer (1827–1895), seit 1853 Repräsentant des Pariser Hauses Rothschild in Spanien, erworben. Dieser übertrug die Ausschmückung des zuvor leerstehenden und vernachlässigten Gebäudes unter anderem den Künstlern Arturo Mélida y Alinari und Mariano Benlliure. Das Palais wurde für einige Jahrzehnte Ort großer Feste und Bälle.
Infolge der Weltwirtschaftskrise und des Spanischen Bürgerkriegs fand diese Glanzzeit allerdings ein Ende. Die spanische Regierung erwarb 1940 das Gebäude für Zwecke des Unterrichtsministeriums. Seither wird es in unterschiedlichen Funktionen für den Hochschulunterricht in Musik genutzt.